# Province d'Anvers (royaume uni des Pays-Bas)
Pour les articles homonymes, voir Anvers (homonymie).
Ne doit pas être confondu avec Province d'Anvers.
1815–1830
Entités précédentes :
- Deux-Nèthes
(Première République française)

Entités suivantes :
- Province d'Anvers
( Belgique)

La province néerlandaise d'Anvers (Provincie Antwerpen en néerlandais) était l'une des dix-sept provinces du royaume uni des Pays-Bas. Son chef-lieu est la ville d'Anvers.
Le territoire fut créé par la Première République française en tant que département des Deux-Nèthes après l'annexion des Pays-Bas autrichiens par les révolutionnaires français le 1er octobre 1795. 
Il prit ensuite le statut de province par la loi fédérale du 24 août 1815 après la création du nouvel État nommé royaume uni des Pays-Bas.
À à la suite de la révolution belge et de la proclamation d'indépendance du nouveau royaume de Belgique le 4 octobre 1830, elle devient la province d'Anvers sans changer de nom ni de chef-lieu, traçant alors la frontière entre la Belgique et les Pays-Bas.

## Histoire
Le Duché de Brabant était initialement un État féodal issu du démembrement de la Basse-Lotharingie en 1106 et intégré au Saint-Empire romain germanique. Il fut partagé de fait en 1581 et en droit en 1648 : le nord devint une des entités des Provinces-Unies et le sud resta dans le Saint-Empire jusqu'en 1794. 
Après l'échec de la première annexion française des États de Belgique en 1792, la France révolutionnaire annexe officiellement les Pays-Bas autrichiens le 1er octobre 1795 lors de la seconde annexion française des États de Belgique. L'ancien duché est alors séparé en deux départements de la Première République française : le département de la Dyle (du nom de la rivière éponyme), autour de Bruxelles et le département des Deux-Nèthes, autour d'Anvers (du nom des rivières Grande Nèthe et Petite Nèthe).
Toutefois, après la chute de Napoléon lors de la bataille de Waterloo le 18 juin 1815, le Premier Empire et démembré et un nouvel État est créé par le congrès de Vienne la même année : le royaume uni des Pays-Bas. Celui-ci se compose alors de dix-sept provinces : les neuf provinces de l'ancienne république des Provinces-Unies et huit autres, créées par la loi fondamentale du 24 août 1815 dont les deux anciens départements français. 
Ceux-ci sont transposés tels quels en :
- La province d'Anvers, l'ancien département des Deux-Nèthes.
- La province du Brabant-Méridional, l'ancien département de la Dyle, par opposition à la province de Brabant-Septentrional, partie nord de l'ancien duché de Brabant.

À à la suite de la révolution belge et de la proclamation d'indépendance du nouveau royaume de Belgique le 4 octobre 1830, elle devint la province belge d'Anvers qui subsiste encore de nos jours.

## Gouverneurs
- 1815 - 1817 : baron Charles-Louis de Keverberg de Kessel
- 1817 - 1820 : baron Pierre Joseph Pycke
- 1820 - 1823 : vicomte Leonard du Bus de Gisignies
- 1823 - 1828 : André Charles Membrède
- 1828 - 1829 : Edmond de la Coste
- 1830 : vicomte Alexandre François Ghislain van der Fosse